# Варацо (Потенца)
Варацо (итал. Varrazzo) је насеље у Италији у округу Потенца, региону Базиликата.
Према процени из 2011. у насељу је живело 103 становника. Насеље се налази на надморској висини од 639 м.